# Івановка (Талицький міський округ)
Іва́новка (рос. Ивановка) — присілок у складі Талицького міського округу Свердловської області.
Населення — 12 осіб (2010, 26 у 2002).
Національний склад станом на 2002 рік: росіяни — 100 %.